# Cossacks: European Wars
Cossacks: European Wars este un joc video de strategie în timp real pentru Microsoft Windows, realizat de dezvoltatorul ucrainean GSC Game World. A fost lansat pe 24 aprilie 2001. Jocul are o vedere izometrică și este plasat în secolele al XVII-lea și al XVIII-lea ale Europei. Prezintă șaisprezece națiuni care pot fi jucate, fiecare cu propriile stiluri arhitecturale, tehnologii și fără limită pentru numărul de unități.
Jucătorii trebuie să evite foametea și să se angajeze în extinderea armatei, construcția de clădiri și strângerea simplă de resurse. Scenariile de misiune variază de la conflicte precum Războiul de Treizeci de Ani până la Războiul de Succesiune Austriacă, iar jocul este renumit pentru numărul aparent nelimitat de unități pe care jucătorii le pot controla. Această abilitate îl diferențiază de alte jocuri ale vremii, cum ar fi Age of Empires și Empire Earth.
Cossacks este un joc care permite utilizatorului să dobândească abilități de strategie și să învețe istoria acelei perioade prin includerea unei enciclopedii cuprinzătoare. Jocul a câștigat două premii și a fost favorizat pozitiv de majoritatea recenzenților. A fost un succes financiar.

## Gameplay-ul

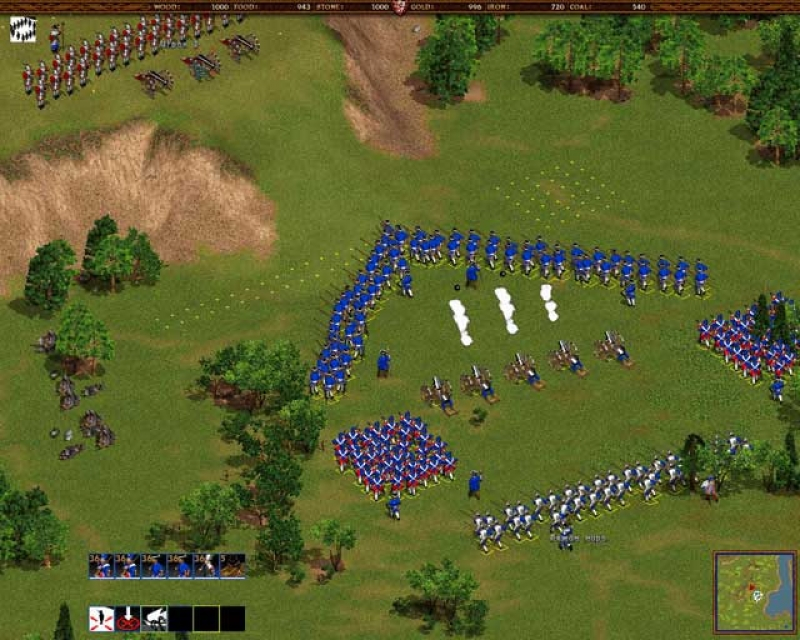
Două armate se întâlnesc

Există 6 resurse de bază în joc care sunt cruciale pentru victoria militară a jucătorului. Acestea sunt aurul, lemnul, alimentele, piatra, fierul și cărbunele. Aurul, fierul și cărbunele pot fi achiziționate numai prin construirea de mine într-o zonă de resurse desemnată și trimiterea țăranilor în ele, în timp ce hrana este cultivată din mori și prin utilizarea bărcilor de pescuit. Lemnul și piatra sunt adunate prin mijloace convenționale și există și zone specifice unde acestea pot fi colectate. Resursele epuizate ar duce la o penalizare nedorită pentru jucător, cum ar fi lipsa de hrană, care ar semnifica o foamete pentru stat, iar unitățile jucătorului vor muri din cauza lipsei de provizii. În mod similar, lipsa cărbunelui și a fierului înseamnă că trăgătorii și tunurile vor înceta să tragă cu arme, în timp ce lipsa aurului va însemna că unitățile care necesită întreținere plătită se vor revolta împotriva statului. Forța de muncă economică este formată din țărani care pot face mai multe sarcini și pot ataca soldații inamici. Totuși, ei pot fi capturați și de trupele inamice și îndreptați către loialitatea inamicului.
Cazacii se îndepărtează de titlurile comune RTS, deoarece acțiunile militare pot fi conduse prin alocarea de formațiuni soldaților sau permițându-le să atace singuri, fără formațiuni adecvate. Formațiile se pot face prin gruparea exactă a 15, 36, 72, 120 sau 196 dintr-un singur tip de unitate în prezența unui ofițer și toboșar corespunzător. Pot fi presupuse și utilizate 3 tipuri diferite de formațiuni pentru diferite metode de atac.
Unităților din formații li se poate emite, de asemenea, un ordin „stai pe loc”, în care li se va acorda și un bonus defensiv, precum și o îmbunătățire a moralului. Unitățile de cavalerie pot fi, de asemenea, grupate în formațiuni și funcționează într-o manieră similară cu o formație de infanterie minus unitățile de ofițeri și toboșari. Actualizările care afectează armamentul și statisticile defensive pot fi cercetate în cazărmi, grajduri sau depozit de arme. De asemenea, este nevoie de o academie sau un minaret (pentru diverse cercetări științifice) pentru a pregăti ofițeri și pentru a construi formațiuni. Există diverse strategii de control al unei armate dezvoltate de jucători în timpul jocului continuu online.
Artileria din joc este împărțită în mortiere, tunuri, tunuri cu mai multe țevi și obuziere și toate au funcții distincte care sunt potrivite într-o situație, dar pot să nu fie adecvate în altere. Mortierele sunt folosite în principal pentru a bombarda clădirile și navele inamice de la distanță. Șrapnel-ul și resturile rezultate de la impactul asupra clădirii/clădirilor ar ucide și unitățile inamice din apropiere, precum și pe ale jucătorului dacă se află în apropiere. Tunurile sunt elementul de bază al forțelor de artilerie din cazaci și posedă o rază bună de acțiune (care poate fi îmbunătățită cu cercetările corespunzătoare), și putere de tragere, dar nu sunt deosebit de puternice împotriva clădirilor, mai ales după ce au fost cercetate îmbunătățirile clădirilor. Obuzierele sunt artileria cu cea mai scurtă distanță, dar posedă cea mai bună putere de lovitură. Ei trag într-un arc, ceea ce înseamnă că zidurile inamice nu le vor bloca muniția. Sunt bune atât împotriva soldaților, cât și împotriva clădirilor, dar ar trebui să fie escortate de paznici. Toate unitățile de artilerie pot fi capturate de forțele inamice în același mod ca forța de muncă țărănească. Principalele îmbunătățiri pentru artilerie sunt raza extinsă, precizia și timpul și costul de construcție.
Jucătorul poate, de asemenea, să construiască nave pentru a duce bătălii navale și poate construi dintr-o alegere de iaht, galeră, fregată sau o navă de luptă din secolul al XVIII-lea. Națiunile care, din punct de vedere istoric, nu sunt bine dezvoltate, sunt limitate doar la construirea galerelor. Turcia poate construi xebec-uri care sunt echivalente tehnologic cu fregatele puterilor occidentale. Navele sunt folosite pentru dominația navală sau pentru bombardarea țărmului. Un jucător poate construi, de asemenea, unități de feribot pentru a se pregăti pentru un asalt naval peste corpuri mari de apă. Navele mai mari necesită de obicei aur pentru întreținere, iar echipajul său s-ar revolta împotriva proprietarului dacă resursa s-a epuizat.
Tragătorii (cum ar fi unitățile de mușchetar și streliț) au nevoie de timp pentru a-și reîncărca armele după o salvă și sunt vulnerabili la un contraatac corp la corp. Unitățile la distanță necesită, de asemenea, o distanță suficientă pentru a putea trage în ținte și adesea se vor retrage înapoi pentru a obține distanța necesară. Diferiți trăgători posedă distanțe diferite în timp ce trag, iar dragonii călare fac mai multe daune decât cei obișnuiți. Pot fi efectuate imbunătățiri semnificative pentru a crește nivelul de daune posibile și anumite imbunătățiri pot fi, de asemenea, achiziționate pentru a reduce la jumătate costul producției de împușcători.
Unitățile de grenadier pot distruge clădiri cu grenadele lor, precum și pot implica inamici atât în atacuri corp la corp, cât și la distanță. Clădirile de producție militară (de exemplu, cazărmi și grajduri) pot fi distruse numai de artilerie și/sau unități de grenadier, în timp ce clădirile civile pot fi capturate conform mijloacelor obișnuite.

### Hărți
În Cossacks există o multitudine de hărți redate, generate aleatoriu, pe lângă cele cinci campanii lungi care sunt considerate extrem de greu de învins. Aceste campanii sunt precise din punct de vedere istoric și deseori îl pun pe jucător împotriva unor cote imposibile.

### Națiunile
- Algeria - Algerienii, ca și cealaltă națiune islamică, Imperiul Otoman, nu pot avansa în secolul al XVIII-lea. În schimb, se bazează pe unități ieftine, cu producție rapidă și pe tactici de hoardă pentru a-și copleși inamicii. Marina lor, precum cea a Imperiului Otoman, nu poate produce fregate ca europenii, în schimb șantierele lor navale construiesc Xebec-uri, care se potrivesc cu navele de luptă europene din secolul al XVII-lea. Algerienii nu pot produce nave de linie din secolul al XVIII-lea. Unicitățile algeriei sunt arcașii obișnuiți și Mamelucă.
- Austria - Austria este unul dintre cele mai diverse state din joc, având unități unice atât în secolul al XVII-lea, cât și în secolul al XVIII-lea. Austria produce muschetarii din secolul al XVII-lea (Jäger) cu cele mai multe daune, Panduri și cavalerie croată.
- Danemarca - muschetarii danezi, cel puțin în cea mai recentă versiune de netbook, poartă grenade - deși spre deosebire de grenadierul dedicat, aceștia nu pot fi îmbunătățiți în putere.
- Anglia - Trupele engleze sunt toate unice prin faptul că sunt mai pregătite mai repede decât toate celelalte națiuni. Îmbunătățirile sunt diferite, deoarece oferă o valoare de atac mai mare mai devreme decât alte națiuni. Unitățile unice englezești sunt Highlander și Cimpoi. Highlanderul este o unitate cu rază lungă de acțiune, fără baionetă și este construit din barăcile din secolul al XVIII-lea. Cimpoiul este folosit pentru a forma formațiuni din secolul al XVIII-lea împreună cu ofițerul din secolul al XVIII-lea.
- Franța - Francezii sunt specializați în cavalerie înarmată cu muschete, deoarece două dintre unitățile lor unice, Muschetarul Regelui și [[Dragon (cavalerie)|Dragonulîî din secolul al XVIII-lea se încadrează în această clasificare. A treia unitate unică franceză este Chasseur, o unitate de infanterie cu distanță lungă, fără baionete. Jucătorii care joacă împotriva Franței ar trebui să fie pregătiți pentru o încărcare franceză a dragonilor din secolul al XVIII-lea. Dragonul francez este unic pentru că produce mai repede decât dragonii obișnuiți, dar își sacrifică puterea de foc.
- Țările de Jos - Jucătorii care se confruntă cu neerlandezii trebuie să fie pregătiți să fie grăbiți de mușchetarii neerlandezi din secolul al XVII-lea (Harquebusier), deoarece sunt cele mai rapide produse unități de tipul lor. Aceasta este singura unitate unică neerlandeză. Au un atac mai mic decât muschetarii normali, dar sunt mai ieftini. Ei au, de asemenea, cea mai bună rată de foc dintre toți mușchetarii din secolul al XVII-lea.
- Sardinia - Piemontezii produc Părinți, cei mai buni vindecători din joc. Ei au, de asemenea, un muschetar din secolul al XVII-lea, care este gata mai rapid la a doua imbunătățire. Câțiva Părinți folosiți cu infanteria obișnuită piemonteză sunt greu de doborât cu unități care provoacă daune sub 10.
- Polonia - Polonia are patru unități unice, Muschetarul din secolul al XVII-lea, Sulițașul din secolul al XVII-lea, Husarul Înaripat și Cavaleria ușoară. Are cel mai mare nivel de atac al clasei de cavalerie ușoară și este eficient atât împotriva infanteriei, cât și a cavaleriei. Muschetarii polonezi durează cel mai mult să se producă, dar sunt cei mai ieftini și au un atac echivalent cu cel al omologului lor austriac. Sulițașii polonezi din secolul al XVII-lea sunt slabi, dar sunt produși foarte repede.
- Portugalia - Portughezii nu au unități unice, dar posedă, totuși, o clădire unică. Șantierul naval portughez funcționează ca un turn prin faptul că poate trage cu tunuri ca măsură defensivă și poate îmbunătăți numărul de tunuri, la fel ca un turn. Portugalia are avantajul în jocurile de apă în care tunurile, turnurile și zidurile sunt oprite, deoarece șantierul său naval acționează ca o apărare de la sine.
- Prusia - Unitățile unice ale Prusiei sunt Muschetarul (Fuzilierul) din secolul al XVIII-lea și Husarul Prusac. Muschetarii prusaci sunt puternici, dar scumpi de creat. A doua unitate prusacă unică, Husarul, este o unitate de cavalerie rapidă, cu răspuns rapid.
- Rusia - Țara țarilor are cel mai mare număr de unități unice din joc, șase. Cu toate acestea, toate unitățile sale unice sunt produse în secolul al XVII-lea. Rușii pot produce sulițași, toboșari speciali din secolul al XVII-lea, comandanți (în loc de ofițerii din secolul al XVII-lea), cazaci Don, Vityazes și Streliți.
- Saxonia - Jucătorii sași au acces la unul dintre cei mai eficienți mușchetari ai jocului din secolul al XVIII-lea, dar este și cel cu cel mai mare timp de producție. Jucătorii sași au, de asemenea, Garda de Cavalerie, o unitate de cavalerie blindată, cu lovire grea, rapid de creat. Are o a șaptea imbunătățire de apărare foarte mare, +30 de apărare.
- Spania - Spaniolii au o singură unitate unică, dar este ușor disponibilă la construirea cazărmii din secolul al XVII-lea. Muschetarul (Conchistador) spaniol din secolul al XVII-lea este singurul trăgător de infanterie blindat din întreg jocul. De asemenea, muschetarul spaniol nu vine echipat cu baionetă și se va retrage dacă unitățile inamice se vor apropia prea mult.
- Suedia - Armata regelui Gustavus Adolphus este caracterizată prin cele două unități unice ale sale - călărețul suedez (knekt) și sulițașul suedez din secolul al XVIII-lea.
- Turcia - Turcii sunt specializați în infanterie, cavalerie și unități navale, dar nu pot avansa în secolul al XVIII-lea, ca și cealaltă națiune islamică, Algeria. Unitățile lor unice sunt ienicerul, spahiul, tătarul și iahtul turcesc. Turcia produce și infanterie cu praf de pușcă - ienicerii. Ele trag de la distanță lungă și sunt eficiente atunci când sunt combinate cu infanterie ușoară sau sulițașii otomani.
- Ucraina - Ucrainenii produc cinci unități unice - Țăranul ucrainean, Serdiuk (trăgător) și trei unități cazace. Țăranul ucrainean este doar țăran care nu poate fi capturat. Trăgătorii sunt singurul tip de infanterie pe care ucrainenii îl pot produce în afară de mercenari. De asemenea, Ucraina nu poate avansa în secolul următor, la fel ca națiunile musulmane. Trăgătorii ucraineni sunt ei înșiși mercenari sub comanda hatmanului cazac, dar hatmanul este cel care are nevoie de întreținere cu aur. Celelalte două unități unice ucrainene sunt cazacii obișnuiți Sich și Register. Cazacii Sich sunt cele mai rapide unități de cavalerie din joc și sunt cel mai bine folosiți pentru hărțuirea inamicului și raiduri. Cazacii Register sunt proiectați pentru a tăia infanteria și sunt creați destul de repede. Comandanții hatmani sunt scumpi, totuși, hatmanii au un atac foarte mare.
- Veneția - Venețienii sunt o putere maritimă. Nu există nimic demn de remarcat despre armata terestră venețiană totuși, singura unitate unică a Veneției, galeasul, este o mărturie a puterii marinei sale. Galeasul are două tipuri de arme - tunul, tras din bordul lateral al navei, și mortierele navei, care au un atac cu foc de 100. Galeasul este destinat bombardării fortărețelor din mare, dar este un factotum totuși.

## Dezvoltare
Cossacks: European Wars a fost dezvoltat în Ucraina de GSC Game World. Jocul a fost remarcat pentru calitățile artistice și grafica excelentă, în special pentru efectele speciale, care au fost descrise cândva drept „de excepție”. O altă faptă remarcabilă este arborele tehnologic care are peste 300 de imbunătățiri.
Dorința de a crea jocul Cossacks a început în 1997, când a fost publicată Age of Empires, iar dezvoltarea a început în 1998. Secolele al XVII-lea și al XVIII-lea au fost selectate deoarece cea mai evidentă continuare a Age of Empires ar fi Europa medievală, iar Cossacks a fost succesorul ei logic, nu un concurent. La început, Cossacks trebuia să fie despre confruntarea din Ucraina și Rusia, unde să fie patru națiuni: Ucraina, Rusia, Europa și Turcia. Jocul urma să fie vândut pe piața internă. După expoziția MILIA de la Cannes, unde o versiune demo a Cossacks a primit recenzii bune de la oameni reputați asociați cu crearea și editura de jocuri pe calculator, s-a decis creșterea numărului de națiuni la 16 și vânzarea jocului în întreaga lume. Pentru a putea juca pe hartă cu mii de unități, au fost selectate grafice 2D.
Numărul de oameni care au dezvoltat jocul a crescut de la patru în 1998 la doisprezece în 2000, când proiectul era aproape de finalizare. În diferite etape ale lucrării, autori de hărți și testeri s-au alăturat dezvoltării. În martie 2001, în magazine au apărut Cossacks: European Wars .
Jocul a fost relansat în 2011 pe platforma Steam, împreună cu continuarea sa, Cossacks II. De asemenea, jocurile sunt disponibile fără DRM pe GOG.com.

## Expansiuni

### Cossacks: The Art of War
The Art of War, lansat pe 1 aprilie 2002, este primul pachet de expansiune independent. La fel ca jocul original, jocul este plasat în secolele al XVII-lea și al XVIII-lea, iar 8000 de unități pot fi controlate. Cossacks: The Art of War adaugă 5 campanii noi, 2 națiuni noi (și anume Danemarca și Bavaria), un editor de hărți și hărți de 16 ori mai mari cu noi terenuri. Ambele națiuni noi posedă o unitate de mușchetari din secolul al XVIII-lea, care au atribute diferite.

### Cossacks: Back to War
Back to War, lansat pe 18 octombrie 2002, este cel de-al doilea pachet de expansiune și poate fi jucat independent. Cossacks: Back to War adaugă două națiuni noi (Elveția și Ungaria) la alegerile din Cossacks: European Wars și Cossacks: The Art of War din cauza influenței lor asupra istoriei europene. Există, de asemenea, hărți noi, o campanie de tutorial și un editor de hărți. Cossacks: Back to War vine cu un mod pe CD numit Mod1 sau Baddog's mod, dezvoltat de Shaun Fletcher, adaugă mai multe unități în diferite țări, noi tipuri de tun și modifică unii parametri precum timpul de construcție, imbunătățiri și costurile de construcție.

#### Cossacks: Campaign Expansion
Cossacks: Campaign Expansion, lansat pe 1 noiembrie 2002, este o bucată de conținut descărcabil pentru Cossacks: Back to War. Conține patru campanii pentru un singur jucător din jocul original, Cossacks: European Wars și cinci din The Art of War: nouă campanii cu 63 de misiuni hardcore.

## Recepție

### Vânzări
John Bye de la Eurogamer a descris Cossacks: European Wars drept un „hit masiv”. Editorul CDV Software le-a spus investitorilor că jocul a avut „foarte mare succes” până la sfârșitul anului 2000, după lansarea sa la sfârșitul anului respectiv. S-a vândut bine în Rusia, unde consumatorii au cumpărat peste 300.000 de unități până în decembrie 2001. A fost popular și în Marea Britanie, ajungând pe locul 1 în topurile de vânzări și vânzând aproximativ 100.000 de exemplare până la acea dată, potrivit GSC Game World. Asociația Editorilor de Software pentru Divertisment și Leisure din Regatul Unit (ELSPA) a acordat în cele din urmă Cossacks un premiu de vânzări „Silver” în septembrie 2002, pentru 100.000 de vânzări în regiune. Pe de altă parte, dezvoltatorii au fost dezamăgiți de performanța slabă a jocului în Statele Unite, unde a fost lansat pe locul 8 în graficul de vânzări de jocuri pe computer al NPD Intelect pentru săptămâna 29 aprilie 2001. A lipsit în a doua săptămână. Până în mai 2004, Cossacks vânduseră peste 150.000 de unități numai în Franța.
Performanța inițială a Cossacks pe piața germană a mulțumit CDV. Titlul a debutat pe locul 5 în topul vânzărilor de jocuri pe computer al Media Control pentru decembrie 2000 și a continuat să se situeze pe locul cinci, al patrulea și, respectiv, al șaptelea în următoarele trei luni. Verband der Unterhaltungssoftware Deutschland (VUD) a oferit jocului un premiu „Gold” în iulie 2001, indicând vânzări de cel puțin 100.000 de unități în Germania, Austria și Elveția. Până în octombrie, jocul se afla în top 30 al Media Control timp de 11 luni consecutive, păstrând locul 11 în septembrie și 18 în octombrie. 
Cossacks a vândut peste 500.000 de unități la nivel global până în decembrie 2001. Acest succes l-a făcut unul dintre cele mai mari titluri ale CDV la acea vreme, alături de Sudden Strike. Vânzările au depășit 650.000 de unități până în septembrie 2002, în timp ce seria Cossacks a depășit 1 milion de unități până la sfârșitul acelui an. Franciza a depășit 2,5 milioane de vânzări până la începutul lui 2005.